# Orthopsyche philpotti
Orthopsyche philpotti là một loài Trichoptera trong họ Hydropsychidae. Chúng phân bố ở miền Australasia.